# شمع‌کوب

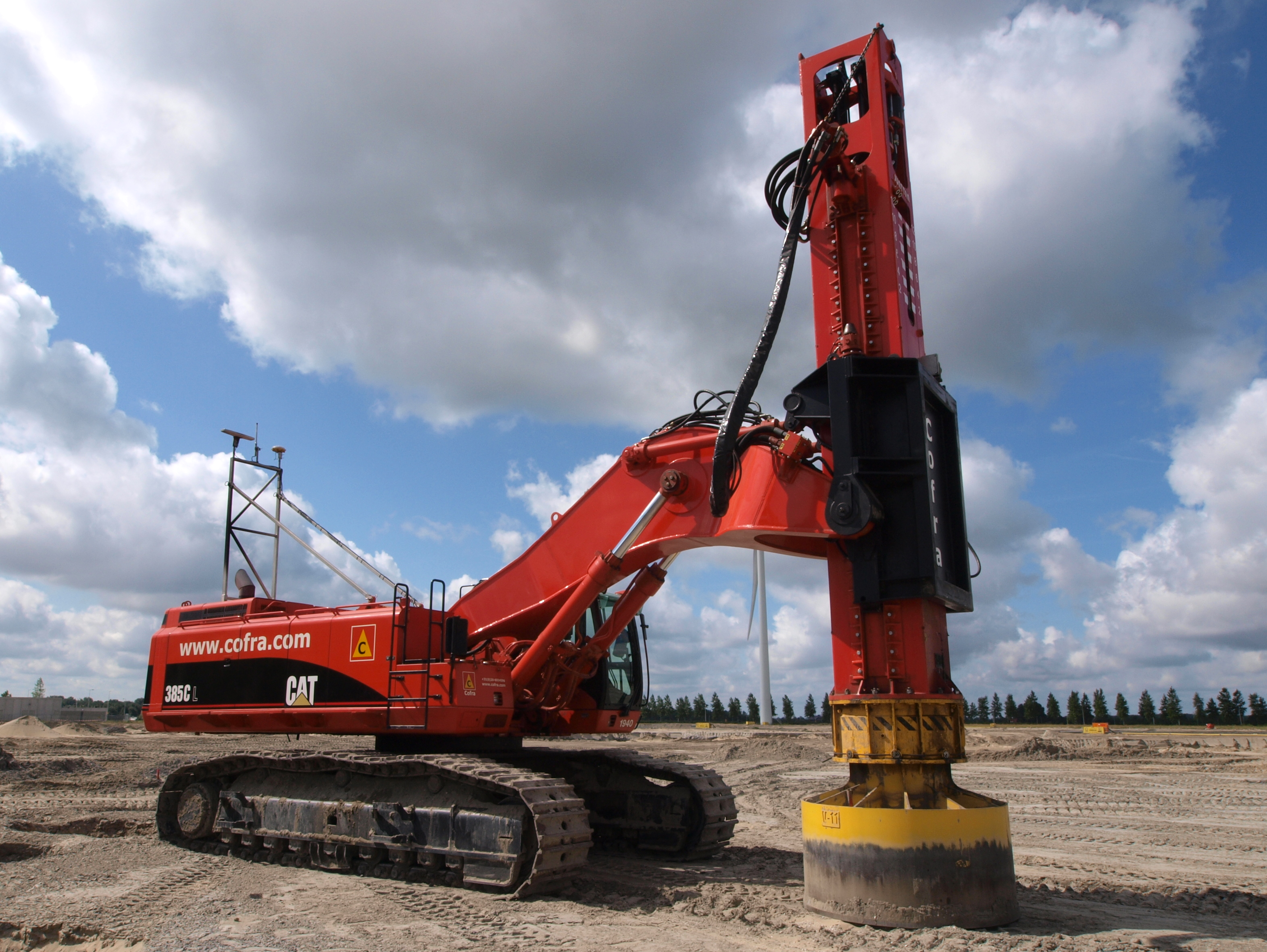
شمع‌کوب کاترپیلار

شمع‌‌کوب ابزار سنگینی است که برای راندن شمع‌ها به درون خاک برای ساختن اسکله‌ها، پل‌ها، سدها و دیگر سازه‌های پشتیبان «قطبی» و الگوهای شمع‌ها به‌عنوان بخشی از شالوده عمیق دائمی ساختمان‌ها یا سازه‌ها استفاده می‌شود. شمع‌ها ممکن است از چوب، فولاد جامد یا فولاد لوله‌ای (که اغلب سپس با بتن پرمی‌شوند) ساخته شوند و ممکن است به‌طور کامل در زیر آب یا زیر زمین رانده شوند یا تا حدی در بالای زمین به‌عنوان عناصر یک سازه کامل‌شده باقی بمانند.
اصطلاح «شمع‌کوب» همچنین برای توصیف کارکنان ساخت‌وساز مرتبط با این کار نیز استفاده می‌شود.

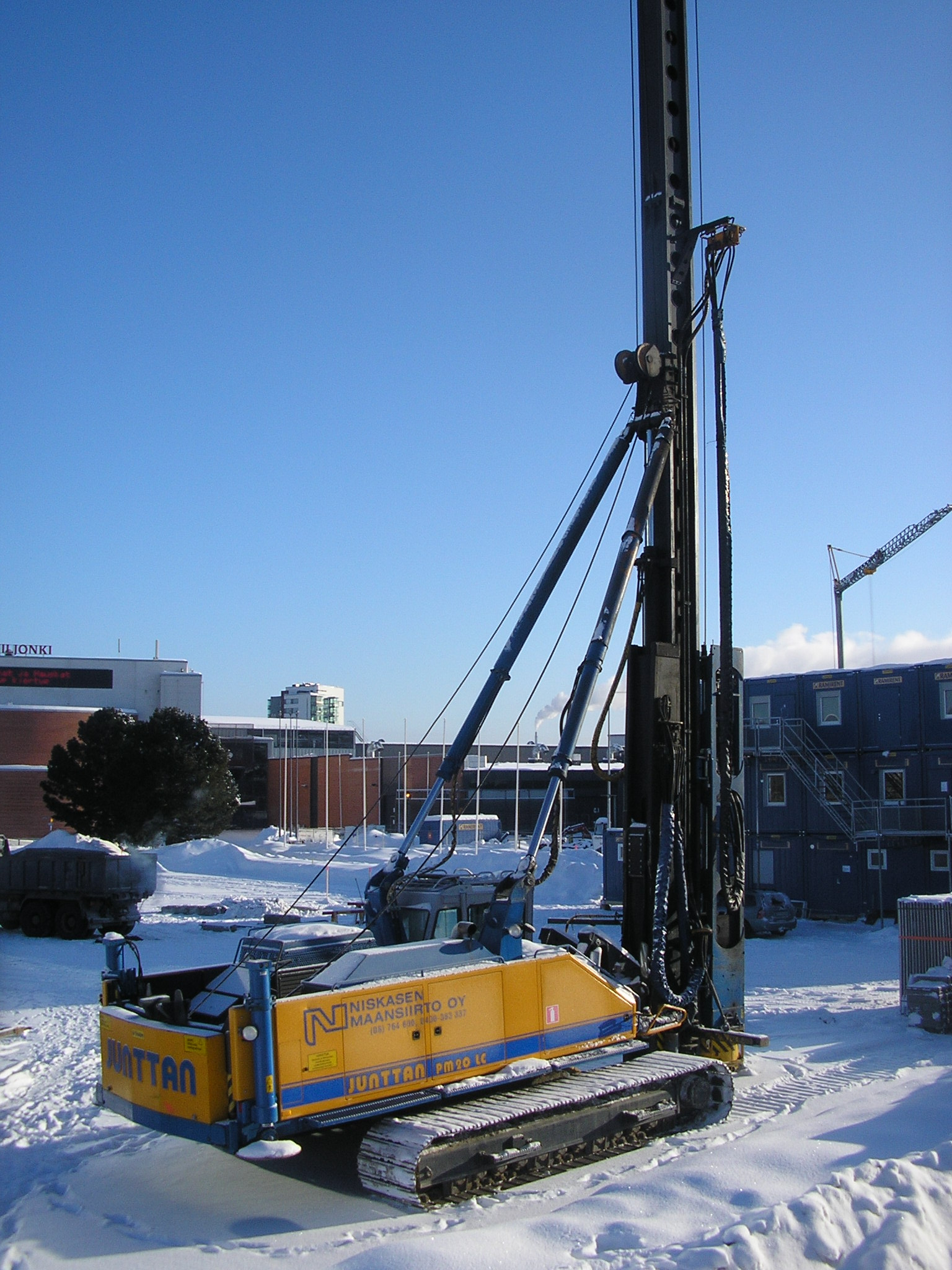
یک دکل شمع‌کوبی هدفمند در یووسکوله، فنلاند